# Wilhelm von Brandenburg (General)
Alexander Ferdinand Julius Wilhelm Graf von Brandenburg (* 30. März 1819 in Potsdam; † 21. März 1892 in Berlin) war ein preußischer General der Kavallerie und Diplomat.

## Leben

### Herkunft
Wilhelm war der Sohn des späteren preußischen Ministerpräsidenten Friedrich Wilhelm von Brandenburg und dessen Ehefrau Mathilde Aurora, geborene von Massenbach (1795–1855). Sein Zwillingsbruder Friedrich stieg ebenfalls zum General der Kavallerie auf.

Wappen des Grafen von Brandenburg 1795

### Militärkarriere
Brandenburg trat am 1. Juli 1836 in das Garde-Kürassier-Regiment der Preußischen Armee ein. Dort wurde er am 28. März 1837 zum Sekondeleutnant befördert und ab 1846 als Regimentsadjutant verwendet. Bis 22. Juni 1852 avancierte er zum Rittmeister und wurde zwei Jahre später Eskadronchef. Am 11. August 1857 folgte seine Beförderung zum Major und zum 12. Januar 1858 wurde er als etatsmäßiger Stabsoffizier in das 2. Garde-Ulanen-Regiment versetzt. Für die Dauer der Mobilmachung anlässlich des Sardinischer Krieg war Brandenburg 1859 mit der Führung des Regiments beauftragt. Dieses Verhältnis verlängerte sich anschließend, bis er schließlich am 12. Mai 1860 zum Regimentskommandeur ernannt wurde. Mit seiner Beförderung zum Oberstleutnant wurde Brandenburg unter Belassung in dieser Stellung zum Flügeladjutanten des Prinzregenten Wilhelm ernannt. Ende Juni 1864 stieg er zum Oberst auf und nahm 1866 am Feldzug gegen Österreich teil. Für seine Leistungen in der Schlacht bei Königgrätz erhielt Brandenburg den Kronenorden II. Klasse mit Schwertern.
Nach dem Krieg wurde er am 17. September 1866 zum Kommandeur der 5. Kavallerie-Brigade in Frankfurt (Oder) ernannt. Am 14. Januar 1868 erhielt Brandenburg das Kommando über die 3. Garde-Kavallerie-Brigade und wurde zwei Monate später unter Belassung in dieser Stellung zum Generalmajor befördert sowie zum General à la suite des Königs ernannt. 1870/71 führte er seine Brigade im Krieg gegen Frankreich. Am 22. März 1872 avancierte er zum Generalleutnant und wurde am 31. Oktober des Jahres unter Belassung in seiner Stellung als General à la suite zum Kommandeur der Garde-Kavallerie-Division ernannt. In dieser Eigenschaft erfolgte im Jahr darauf seine Ernennung zum Generaladjutanten des Kaisers und Königs und 1880 die Beförderung zum General der Kavallerie. Unter Belassung in seiner Stellung als Generaladjutant wurde Brandenburg 1884 zur Disposition gestellt.
Ab 1888 war er preußischer Gesandter in Brüssel und Lissabon in der Stellung als Wirklicher Geheimer Rat. Er starb knapp vier Monate vor seinem Zwillingsbruder unverheiratet.
Brandenburg war Ritter des Schwarzen Adlerordens mit der Kette, Inhaber des Großkreuzes des Roten Adlerordens mit Eichenlaub und Schwertern und mit Schwertern am Ringe sowie Rechtsritter des Johanniterordens.